# 祝辰巳
祝辰巳（日语：／ Iwai tatsumi */?，1868年3月5日—1908年5月25日），號起雲。日本東海道出羽國（今山形縣）人，臺灣總督府民政部民政長官。

## 生平
1896年臺灣總督府從軍政轉成民政階段，祝辰巳即擔任該府關稅課課長，任內統籌各國領事關稅業務。不久，即歷任臺灣總督府轄下的財政局長、專賣局長與殖產局長等，為總督府的技術官僚之一。因頗有治績，1906年年末升任民政長官，繼續掌管臺灣民生業務。1908年5月25日卒於任內。
| 政府职务                                   | 政府职务                                                     | 政府职务                                     |
| ------------------------------------------ | ------------------------------------------------------------ | -------------------------------------------- |
| 臺灣總督府                                 |                                                              |                                              |
| 前任： 後藤新平                            | 臨時臺灣戶口調查部長 1906年11月13日－1908年3月29日           | 繼任： 職位廢止                              |
| 前任： 後藤新平                            | 民政部民政長官 1906年11月13日－1908年5月25日                 | 繼任： 無（下一相同頭銜： 大島久滿次）       |
| 前任： 自己（代理） （正任：新渡戶稻造）   | 民政部殖產局長 1904年7月9日－1906年11月13日                  | 繼任： 竹島慶四郎（代理） （正任：宮尾舜治） |
| 前任： 新渡戶稻造                          | 民政部殖產局長（代理） 1904年6月15日－1904年7月9日           | 繼任： 自己                                  |
| 前任： 後藤新平                            | 專賣局長 1902年11月18日－1904年7月9日                        | 繼任： 中村是公                              |
| 前任： 職位創建                            | 民政部財務局長 1901年11月11日－1906年4月14日                 | 繼任： 中村是公                              |
| 前任： 中村是公                            | 臨時臺灣土地調查局次長（代理） 1901年7月25日－1902年11月17日 | 繼任： 職位廢止                              |
| 前任： 職位創建                            | 專賣局次長 1901年6月1日－1902年11月17日                      | 繼任： 職位廢止                              |
| 前任： 中村是公（代理） （正任：曾根静夫） | 民政部財務局長（代理） 1898年3月29日－1898年6月20日          | 繼任： 職位廢止                              |

1. ↑   https://town.chcg.gov.tw/files/68_20220406131652302_028章-日治時期的回憶.pdf
2. ↑  .   [2024-03-04]. （原始内容存档于2024-03-04）.